# Luing
Luing (schottisch-gälisch: An t-Eilean Luinn) ist eine der Slate Islands (deutsch „Schieferinseln“). Sie liegt in Lorne vor der Westküste von Argyll and Bute in Schottland, etwa 26 Kilometer südlich von Oban. Sie gehört zu den Inneren Hebriden.

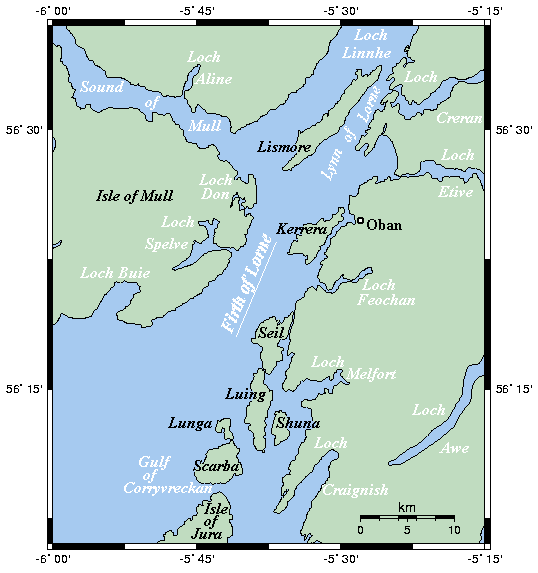
Karte

Die Insel hatte 2011 etwa 195 Bewohner. Die meisten leben in den Orten Cullipool, Toberonochy (schottisch-gälisch: Tobar Dhonnchaidh) und Black Mill Bay.
Es gibt eine Fährverbindung zwischen der Insel und dem Ort Cuan auf der Insel Seil.
Die Inselbewohner leben vor allem vom Tourismus, der Hummerfischerei und der Rinderhaltung. Bis 1939 spielte das Brechen von Schiefer eine bedeutende Rolle. Es gab zwei große Steinbrüche in Toberonochy und Cullipool sowie einen kleineren bei Port Mary. Schiefer aus Luing wurden zum Beispiel beim Bau der Universität Glasgow verwandt.

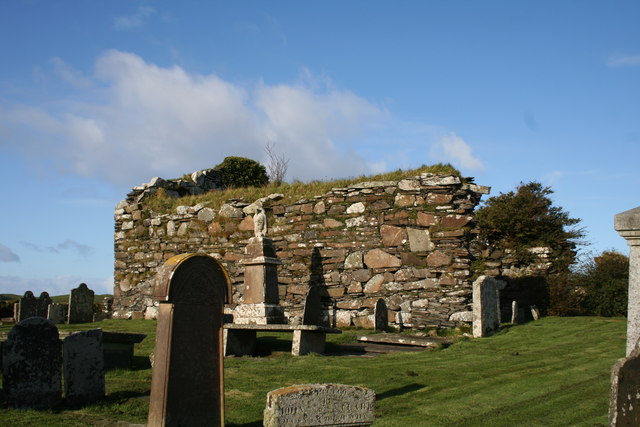
Kilchatton Chapel

Im Süden liegen die Ruinen von Kilchatton Chapel. Bei Toberonochy liegt Dun Leccamore, ein eisenzeitliches Dun.
Beim schottischen Sanges-, Sport- und Geschichtenerzähl-Festival Mòd erhielten trotz geringer Bevölkerungszahl der Insel drei Einwohner von Luing Goldmedaillen:
- Nan MacInnes 1926 in Oban
- Sandy Brown 1938 in Glasgow
- Hughie MacQueen 1985 in Lochaber